# 低精白酒
低精白酒（ていせいはくしゅ）とは、2000年頃から作られ始めた日本酒の一種で、主に精米歩合80％前後の純米酒を指す。精米歩合90％程度の商品もある。
以前は、純米酒は精米歩合70％以下と決まっていて、75％を超えると普通酒並みの低い酒質を生むとして、それ以上の精米歩合は軽んじられてきた。あえてその逆を追究した酒種ともいえる。米が本来持つ素朴な風味や旨みを引き出した味わいを特徴とする。

## 背景
日本酒を造るために、酒米を精米すればするほど、完成酒の雑味の原因となる米粒の周囲の部分が取り除かれ、中心部の心白（しんぱく）だけになっていく。吟醸酒をはじめとする高級酒造りにはこうした高度な精米技術、すなわち低い精米歩合は必須とされる。現在では精米歩合30％台の高級酒も珍しくなく、10％未満の酒もある。
しかし1930年代に縦型精米機が登場する以前は、日本酒は低い精米技術、すなわち高い精米歩合の酒米で造られていた。その意味で、もともと日本酒が持っていた昔の良さを探究しているともいえる。
また、純米酒の精米歩合をめぐる法規制としては、2003年（平成15年）までは「精米歩合が70％以下のもの」という項目があった。2004年（平成16年）以降は規制が撤廃されたため、こうした酒米の削り方が少ない酒も純米酒として製造・販売できるようになった。
日本酒を「米だけで造ったワイン（rice wine）」として喜ぶ海外市場をターゲットにした側面もある。